# Hagtjärnen (Glava socken, Värmland)
Hagtjärnen är en sjö i Arvika kommun i Värmland och ingår i Göta älvs huvudavrinningsområde. Sjön har en area på 0,086 kvadratkilometer och ligger 120,1 meter över havet.

## Delavrinningsområde
Hagtjärnen ingår i det delavrinningsområde (660048-131667) som SMHI kallar för Utloppet av Glaåkern. Medelhöjden är 131 meter över havet och ytan är 9,34 kvadratkilometer. Räknas de 26 avrinningsområdena uppströms in blir den ackumulerade arean 308,47 kvadratkilometer. Glasälven (Sörbohedsälven) som avvattnar avrinningsområdet har biflödesordning 3, vilket innebär att vattnet flödar genom totalt 3 vattendrag innan det når havet efter 263 kilometer. Avrinningsområdet består mestadels av skog (71 procent). Avrinningsområdet har 2,26 kvadratkilometer vattenytor vilket ger det en sjöprocent på 24,2 procent.